# Kabinett Sipilä
Das Kabinett Sipilä war das 74. Kabinett der Republik Finnland. Es wurde im Anschluss an die Parlamentswahl 2015 gebildet und am 29. Mai 2015 von Präsident Sauli Niinistö vereidigt. Ab Juni 2017 bestand das Kabinett aus einer Koalition aus der Finnischen Zentrumspartei, der Blauen Zukunft und der Nationalen Sammlungspartei. Ministerpräsident des Kabinetts ist Juha Sipilä. Wenige Wochen vor der anstehenden Parlamentswahl trat das Kabinett am 8. März 2019 wegen eines Streits um die künftige Gesundheitspolitik zurück, blieb aber bis zur Bildung Kabinetts Rinne am 6. Juni 2019 geschäftsführend im Amt.
In der Parlamentswahl am 19. April 2015 fiel die konservative Sammlungspartei von Ministerpräsident Alexander Stubb hinter die Zentrumspartei unter Juha Sipilä auf den zweiten Platz zurück. Gleichzeitig konnte sich die rechtspopulistische Perussuomalaiset („Basisfinnen“) als drittstärkste Kraft behaupten. Die Sozialdemokraten wechselten nach einem enttäuschenden Resultat in die Opposition. Nach den Koalitionsgesprächen wurde eine Regierung aus den drei größten Mitte-rechts-Parteien, der Zentrumspartei, der Nationalen Sammlungspartei und den Basisfinnen, gebildet. Die Zentrumspartei kehrte nach vier Jahren Opposition wieder in die Regierung zurück und die rechtspopulistischen Basisfinnen waren das erste Mal an einer Regierung beteiligt, zugleich war es das erste Mal seit 1979, dass die Schwedische Volkspartei bei der Regierungsbildung ausgelassen wurde. Die Mitte-rechts-Koalition hatte insgesamt 124 Sitze (62 %) in dem 200 Sitze umfassenden Parlament. Am 22. Juni 2016 trat die Basisfinnenpolitikerin Maria Tolppanen der Sozialdemokratischen Partei bei, was die Sitze der Regierung im Parlament auf 123 reduzierte.
Nach den Wahlen zur Parteiführung der Basisfinnen 2017 wurde der wegen Volksverhetzung vorbestrafte Jussi Halla-aho neuer Parteivorsitzender. Am 12. Juni 2017 erklärten Ministerpräsident Sipilä und Finanzminister Orpo, dass sie keine Gründe für die weitere Zusammenarbeit mit den Basisfinnen sähen, und kündigten damit die bevorstehende Auflösung des Kabinetts an. Sie beriefen sich auf Meinungsverschiedenheiten in den Wertgrundlagen der Parteien sowie auf die Tatsache, dass der Europa-Abgeordnete Halla-aho die Partei von Brüssel aus leiten möchte. Am folgenden Tag, dem 13. Juni 2017, spaltete sich eine Gruppe, darunter alle Kabinettsmitglieder, von den Basisfinnen ab und bildete eine Fraktion namens Blaue Zukunft (zunächst Neue Alternative) und erklärte sich bereit, die Regierungsarbeit mit ihren Mitgliedern und dem vereinbarten Programm fortzuführen. Infolgedessen wurde die Blaue Zukunft in das Kabinett aufgenommen und die Koalition mit den Basisfinnen aufgekündigt. Zu einer Kabinettsumbildung kam es nicht. Das Kabinett verfügte über 104 Sitze im finnischen Parlament.
Das Kabinett Sipilä bestand aus 17 Ministern, elf männlichen und sechs weiblichen, was einen Frauenanteil von 35 Prozent ergibt.

## Regierungsverhandlungen
Die Regierungsverhandlungen begannen am 8. Mai 2015 zwischen der Zentrumspartei, den Basisfinnen und der Nationalen Sammlungspartei in Helsinki. Zu Beginn der Verhandlungen wurden Arbeitsgruppen zu vier verschiedenen Themen eingerichtet. Dies waren die Strategische Gruppe, die Außen- und Sicherheitspolitikgruppe, die Einwanderungsgruppe und die EU-Politikgruppe. Später wurden noch unter anderem Arbeitsgruppen für Arbeit, Bildung, Bioökonomie, Reformen, nachhaltige öffentliche Finanzen, Steuern und innere Sicherheit eingerichtet. Nach den Verhandlungen wurde beschlossen, eine Arbeitsgruppe für Wohnungsbau einzurichten.
Die Regierungsparteien hatten sich darauf verständigt, dass das Regierungsprogramm deutlich kürzer ausfallen soll, als Programme früherer Regierungen. Ziel war ein etwa 5 bis 10 Seiten langes Strategiepapier. Das Ergebnis der Regierungsverhandlungen war jedoch ein 74-seitiges Regierungsprogramm mit sehr detaillierten Entscheidungen.
Die Regierungsverhandlungen verliefen reibungslos, und die Parteien fanden schnell eine gemeinsame Position in vielen Fragen. In den Verhandlungen wurde unter anderem beschlossen, Studiengebühren von Studenten aus Ländern außerhalb der Europäischen Union und des Europäischen Wirtschaftsraums zu erheben. In der Einwanderungspolitik wurde beschlossen, die Flüchtlingsquote gegenüber den Forderungen der Basisfinnen unverändert zu belassen. Bei den Steuern waren sich die Parteien einig, dass der Gesamtsteuersatz während des Wahlzeitraums nicht steigen wird und sowohl Steuersenkungen zu verzeichnen sind. Im Rahmen der Sozialvereinbarung wurden jedoch die obligatorischen Zahlungen von Lohnempfängern erhöht: Der Beitrag zur Arbeitslosenversicherung wird dem Arbeitnehmer um 0,85 Prozentpunkte und der einkommensabhängige Rentenbeitrag um 1,2 Prozentpunkte übertragen.
Die Parteien schätzten die Notwendigkeit einer Anpassung von 6 Milliarden Euro durch das Finanzministerium ein, was zu einer Kürzung von vier Regierungsausgaben und 2 Milliarden an lokalen Ausgaben führen würde. Wenn das von Sipilä vorgesehene soziale Abkommen gebildet werden kann, ist die Regierung bereit, die Einkommensteuer in Milliardenhöhe zu senken. Das Strategische Regierungsprogramm wurde am 27. Mai 2015 veröffentlicht und die neue Regierung wurde am 29. Mai 2015 von Präsident Sauli Niinistö vereidigt.

### Soziale Abkommen und Wettbewerbsfähigkeit
Vor Beginn der Regierungsverhandlungen im Mai 2015 wollte Sipilä eine "soziale Vereinbarung" mit unterzeichnen lassen, um Finnlands Produktivität und Wettbewerbsfähigkeit zu verbessern. Die erste Version des sozialen Abkommens wurde von Mikko Alkio geschrieben. Ziel war es, die Produktivität um 5 % zu verbessern. An den Konsultationen nahmen der finnische Industrieverband, kommunale Arbeitgeber, SAK, Akava und STTK sowie finnische Unternehmer teil.
Um die Produktivität um 5 % zu steigern, wurde vorgeschlagen, die Arbeitszeiten zu verlängern ohne steigende Kosten. In der Presse wurde das Abkommen sogar als „Erpressung“ bezeichnet, weil die Regierung angekündigt hatte, zusätzliche Einsparungen in Höhe von 1,5 Milliarden Euro zu erzielen und keine bedingten Steuersenkungen vorzunehmen.
Nach den ersten Verhandlungen wurde das Projekt als „Wettbewerbsfähigkeitsabkommen“ bezeichnet. Bis Anfang Juni 2016 stimmten fast alle Gewerkschaften einer Vereinbarung zu, die die Arbeitskosten um 4,2 Prozent pro Stunde senkte. Gemäß der Vereinbarung wurden alle Vertragslöhne für ein Jahr eingefroren, die Jahresarbeitszeit um durchschnittlich 24 Stunden ohne Vergütung verlängert und das Urlaubsgeld für die öffentlichen Bediensteten um 30 % gekürzt. Darüber hinaus wurden die einkommensbezogenen Renten- und Arbeitslosenversicherungsbeiträge der Arbeitgeber gekürzt und die Gehälter ebenfalls erhöht.

### Europapolitik
Im Regierungsprogramm wurde ein griechisches Darlehensprogramm verzeichnet, wonach die Zahlungen Finnlands nicht erhöht werden sollten. Als der griechische Kredit erst wenige Wochen nach der Bildung der Regierung vergeben wurde, kündigte Außenminister Timo Soini am 10. Juli 2015 an, dass Finnland keine Kredite mehr an Griechenland vergeben werde. Am 12. Juli 2015 gab Finanzminister Alexander Stubb bekannt, dass sich Finnlands Position in den griechischen Verhandlungen ständig ändert. Am 16. Juli 2015 wurde bekannt, dass Finnland Griechenland ein zusätzliches Darlehen in Höhe von 1,5 Milliarden Euro ohne Sicherheiten gewährt hat. Nach dem Unterstützungspaket der Regierung stieg der Anteil Finnlands an den griechischen Schulden auf den fünftgrößten in Europa.

## Minister
Zu Beginn der Amtszeit gab es insgesamt 14 Minister im Kabinett: sechs Minister der Zentrumspartei und jeweils vier Minister der Nationalen Sammlungspartei und der Basisfinnen. Im April 2017 beschloss die Regierung, einige Fachgebiete auf drei neue Ressorts aufzuteilen, um die Arbeitsbelastung für einzelne Minister zu mindern. Jede Partei erhielt einen zusätzlichen Ministerposten.
Am 13. Juni 2017 wurden die fünf Kabinettsposten der Basisfinnen mit Mitgliedern der Blauen Zukunft besetzt. Dabei musste Timo Soini das Amt des Vizepremiers dem nun zweitgrößten Koalitionspartner, der Sammlungspartei, überlassen.
| Amt/Ressort                                                | Foto                                             | Name                                                          | Partei | Partei |
| ---------------------------------------------------------- | ------------------------------------------------ | ------------------------------------------------------------- | ------ | ------ |
| Ministerpräsident                                          |                                                  | Juha Sipilä                                                   |        | KESK   |
| Stellvertretender Ministerpräsident                        |                                                  | Timo Soini bis 28. Juni 2017                                  |        | PS     |
| Stellvertretender Ministerpräsident                        |                                                  | Petteri Orpo seit 28. Juni 2017                               |        | KOK    |
| Minister für Äußeres                                       |                                                  | Timo Soini                                                    |        | SIN    |
| Minister für Außenhandel und Entwicklung                   |                                                  | Lenita Toivakka bis 22. Juni 2016                             |        | KOK    |
| Minister für Außenhandel und Entwicklung                   | Kai Mykkänen 22. Juni 2016 bis 12. Februar 2018  |                                                               |        | KOK    |
| Minister für Außenhandel und Entwicklung                   | Anne-Mari Virolainen seit 12. Februar 2018       |                                                               |        | KOK    |
| Minister für Justiz                                        |                                                  | Jari Lindström bis 5. Mai 2017 Minister für Justiz und Arbeit |        | PS     |
| Minister für Justiz                                        |                                                  | Antti Häkkänen seit 5. Mai 2017                               |        | KOK    |
| Minister für Arbeit                                        |                                                  | Jari Lindström seit 5. Mai 2017 nur noch Arbeitsminister      |        | SIN    |
| Minister für Inneres                                       |                                                  | Petteri Orpo bis 22. Juni 2016                                |        | KOK    |
| Minister für Inneres                                       | Paula Risikko 22. Juni 2016 bis 12. Februar 2018 |                                                               |        | KOK    |
| Minister für Inneres                                       | Kai Mykkänen seit 12. Februar 2018               |                                                               |        | KOK    |
| Minister für Verteidigung                                  |                                                  | Jussi Niinistö                                                |        | SIN    |
| Minister für Finanzen                                      |                                                  | Alexander Stubb bis 22. Juni 2016                             |        | KOK    |
| Minister für Finanzen                                      | Petteri Orpo seit 22. Juni 2016                  |                                                               |        | KOK    |
| Minister für Kommunen und Verwaltungsreformen              |                                                  | Anu Vehviläinen                                               |        | KESK   |
| Minister für Bildung                                       |                                                  | Sanni Grahn-Laasonen                                          |        | KOK    |
| Minister für Europäische Angelegenheiten, Kultur und Sport |                                                  | Sampo Terho seit 5. Mai 2017                                  |        | SIN    |
| Minister für Landwirtschaft                                |                                                  | Jari Leppä seit 5. Mai 2017                                   |        | KESK   |
| Minister für Verkehr und Kommunikation                     |                                                  | Anne Berner                                                   |        | KESK   |
| Minister für Wirtschaft                                    |                                                  | Olli Rehn bis 29. Dezember 2016                               |        | KESK   |
| Minister für Wirtschaft                                    | Mika Lintilä seit 29. Dezember 2016              |                                                               |        | KESK   |
| Minister für Soziales und Gesundheit                       |                                                  | Hanna Mäntylä bis 25. August 2017                             |        | PS     |
| Minister für Soziales und Gesundheit                       |                                                  | Pirkko Mattila seit 25. August 2017                           |        | SIN    |
| Minister für Familien und soziale Dienste                  |                                                  | Juha Rehula bis 10. Juli 2017                                 |        | KESK   |
| Minister für Familien und soziale Dienste                  | Annika Saarikko seit 10. Juli 2017               |                                                               |        | KESK   |
| Minister für Wohnungsbau, Energie und Umwelt               |                                                  | Kimmo Tiilikainen                                             |        | KESK   |

## Politik

### Energie
Im September 2016 hat gab Wirtschaftsminister Olli Rehn seine Unterstützung für den Erlass einer Energiesubvention zur Nutzung von Öl und Kohle in der Schwerindustrie als Ausgleichsmaßnahme für die Kosten des EU-Emissionshandelssystems bekannt. Die Subvention würde etwa 100 Industrieanlagen umfassen, wobei der größte Nutzen die Forstwirtschaft wäre.

### Wirtschaft
Sipiläs Regierung hat mit der schlechten Wirtschaftsleistung Finnlands gekämpft, die laut Paul Krugman unter anderem durch die Zwänge seiner Mitgliedschaft in der Eurozone und der europäischen Schuldenkrise verursacht wurde, aber auch durch den Niedergang der Papierindustrie, dem Rückgang der Exporte nach Russland und der zurückgegangen Popularität von Nokia. Die Versuche, die Probleme durch Kürzungen der Staatsausgaben und Senkung der Arbeitskosten anzugehen, waren umstritten, insbesondere in Bezug auf Bildungsausgaben, die als Gefahr für Finnlands erfolgreiches öffentliches Bildungssystem angesehen wurden. Diese Sparmaßnahmen wurden teilweise auf Druck der Europäischen Kommission umgesetzt, die Finnland aufgefordert hat, den Stabilitäts- und Wachstumspakt besser einzuhalten und seinen Arbeitsmarkt zur Verbesserung der Wettbewerbsfähigkeit zu reformieren. Am 22. Juli 2015 kündigte Sipilä die Verpflichtung der Regierung an, die finnischen Lohnkosten bis 2019 um 5 % zu senken, um die Wettbewerbsfähigkeit zu steigern. Nach langwierigen Verhandlungen wurde schließlich im Sommer 2016 der "Wettbewerbsvertrag" (finnisch: kilpailykykysopimus) mit einer Deckung von 90 % der Lohnempfänger und einer geschätzten Auswirkung von 4,2 % auf die Arbeitskosten vereinbart. Laut Angaben der finnischen Zentralbank erwies sich der Vertrag 2017 als weitgehend erfolgreich, mit einer deutlichen Verbesserung der Wettbewerbsfähigkeit, einer Wachstumsrate von 3 %, einer Verringerung der Arbeitslosigkeit und einem Anstieg der Exporte.
Es gab Proteste gegen die Sparmaßnahmen der Regierung.